# Decauville-Bahn im Sonienwald
| Streckenverlauf und Lokschuppen (gelb-schwarz markiert) Ehemaliger LokschuppenZugemauerte Portale |                     |                                                  |                                                  |
| Streckenlänge: | 2,5 km              |                                                  |                                                  |
| Spurweite: | 600 mm (Schmalspur) |                                                  |                                                  |
| |                     |                                                  |                                                  |
| \| \| \| La Petite Espinette Straßenbahn Brüssel–Waterloo \| \| \| \| La Petite Espinette Drève Saint-Hubert \| \| \| \| Allée des Cavaliers - Ruiterpad \| \| \| \| Drève de l’Infante - Infantedreef \| \| \| \| Chemin des Deux Montagnes - Twee Bergenweg \| \| \| \| Drève du Comte - Graafdreef \| \| \| \| Drève du Comte détournée Chemin des Tumuli \| \| \| \| Boitsfort \| \| \| \| Boitsfort Bahnstrecke Brüssel–Namur–Luxemburg \| |                     |                                                  |                                                  |
| U-Bahn-Haltepunkt / Haltestelle quer |                     | La Petite Espinette Straßenbahn Brüssel–Waterloo | La Petite Espinette Straßenbahn Brüssel–Waterloo |
| Betriebs-/Güterbahnhof Streckenanfang (Strecke außer Betrieb) |                     | La Petite Espinette Drève Saint-Hubert           | La Petite Espinette Drève Saint-Hubert           |
| Bahnübergang (Strecke außer Betrieb) |                     | Allée des Cavaliers - Ruiterpad                  | Allée des Cavaliers - Ruiterpad                  |
| Bahnübergang (Strecke außer Betrieb) |                     | Drève de l’Infante - Infantedreef                | Drève de l’Infante - Infantedreef                |
| Strecke (außer Betrieb) |                     | Chemin des Deux Montagnes - Twee Bergenweg       | Chemin des Deux Montagnes - Twee Bergenweg       |
| Bahnübergang (Strecke außer Betrieb) |                     | Drève du Comte - Graafdreef                      | Drève du Comte - Graafdreef                      |
| Bahnübergang (Strecke außer Betrieb) |                     | Drève du Comte détournée Chemin des Tumuli       | Drève du Comte détournée Chemin des Tumuli       |
| Betriebs-/Güterbahnhof Streckenende (Strecke außer Betrieb) |                     | Boitsfort                                        | Boitsfort                                        |
| Haltepunkt / Haltestelle quer |                     | Boitsfort Bahnstrecke Brüssel–Namur–Luxemburg    | Boitsfort Bahnstrecke Brüssel–Namur–Luxemburg    |

Die Decauville-Bahn im Sonienwald (französisch Chemin de fer de la forêt de Soignes, niederländisch Decauville-bosspoor in het Zoniënwoud) war eine Decauville-Waldbahn im Sonienwald bei Brüssel. Die 2,5 km lange Schmalspurbahn durchschnitt neolithische Erdwälle und führte an zwei Grabhügeln vorbei. Von 1902 bis nach dem Ersten Weltkrieg beförderte sie Langholz und Baumaterialien für den Bau der Forststraßen.

## Streckenverlauf
Die im Sonienwald gelegene Strecke war 2,5 Kilometer lang. Die 1902 in Betrieb genommene Waldbahn verband die Straßenbahnhaltestelle La Petite Espinette an der Brüsseler Straßenbahn in der Gemeinde Uccle/Ukkel an der Grenze zu Sint-Genesius-Rode mit der Haltestelle Boitsfort an der Bahnstrecke Brüssel–Namur–Luxemburg. Sie begann an der Einmündung der Drève Saint-Hubert in die Drève de Lorraine und folgte dann in nord-östlicher Richtung der Chemin des Deux Montagnes.

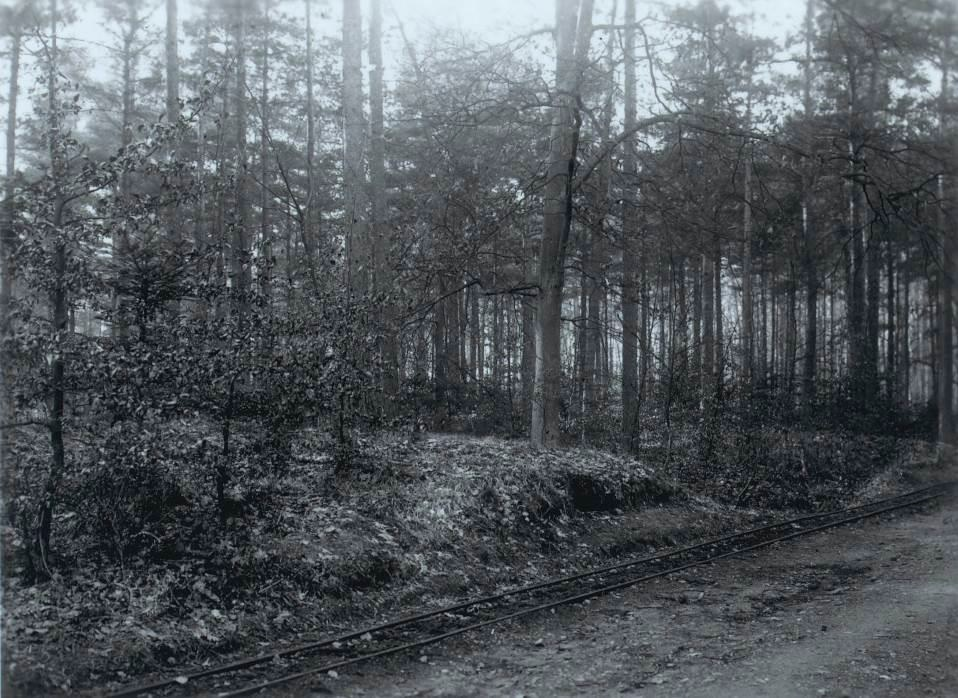
Neolithische Stätte an der Chemin des Deux Montagnes (Twee Bergenweg)

Die Schmalspurbahn führte am Bahnübergang des Chemin des Tumuli an den Tumuli im Forêt de Soignes vorbei. Beim Bau der Schmalspurbahn wurde in der Nähe des Streckenendes bei Boitsfort die archäologische Stätte Bosvoorde-Vijvers beschädigt, die neben Chaumont-Gistoux-Les Bruyères und Ottenburg/Grez-Doiceau eine von drei mittel-neolithischen Stätten in Belgien ist, an denen im heutigen Relief noch Reste von Erdarbeiten zu sehen sind.

## Lokschuppen
Der Lokschuppen wurde 1902 zur gleichen Zeit wie die Strecke erbaut und 2003 renoviert. Er diente als Schuppen für die Schienenfahrzeuge und ist der einzige Überrest der alten Eisenbahn. In den 2010er Jahren diente das Gebäude den Förstern und Waldarbeitern als Pausenraum und Lager. Im Dachgeschoss befindet sich ein Quartier für Fledermäuse.

## Betrieb

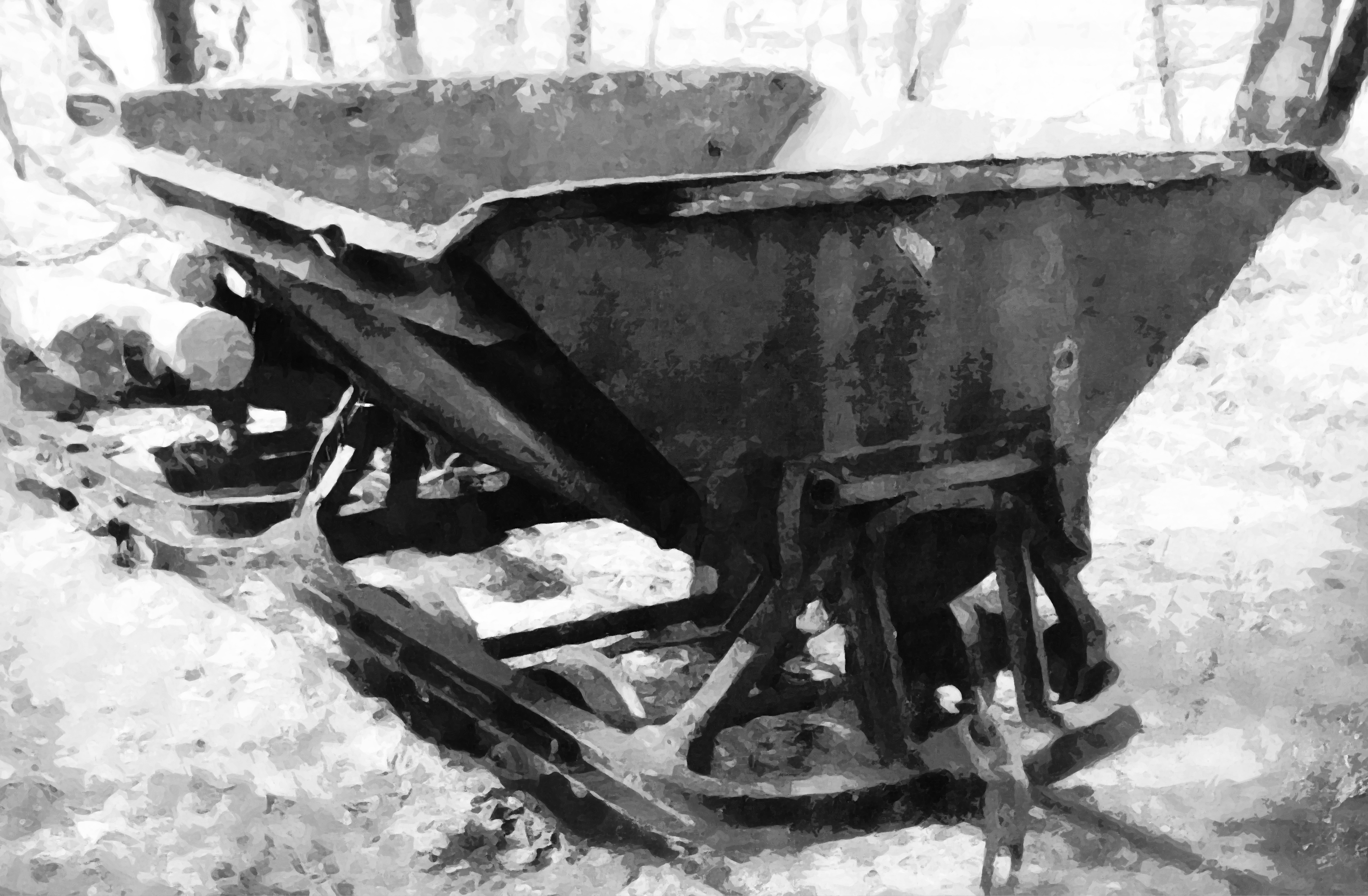

Die Schmalspurbahn beförderte vor allem die für den Bau der Forststraßen benötigten Baumaterialien und wurde außerdem auch für den Langholztransport verwendet. Nach dem Ersten Weltkrieg wurde sie aus Rentabilitätsgründen stillgelegt.